# زبان برمه‌ای
زبان برمه‌ای (به برمه‌ای: မြန်မာဘာသာ) یک زبان طبیعی از  خانواده زبان‌های چینی-تبتی از شاخه زبان‌های لولو-برمه‌ای است. این زبان، زبان رسمی میانمار است و همچنین این زبان از سوی حکومت این کشور به‌طور رسمی با نام میانمار شناخته می‌شود. اما بیشتر همان نام برمه‌ای را به کار می‌برند. برمه‌ای زبان بومی نژاد بامار (برمه‌ای) و دیگر زیرشاخه‌های نژادی وابسته است. در برمه ۳۲ میلیون نفر به‌عنوان زبان نخست و اقلیت‌های نژادی به‌عنوان زبان دوم به این زبان سخن می‌گویند. این زبان در خارج از برمه کاربرد ندارد.
برمه‌ای جزو دسته زبان‌های تبتی-برمه‌ای از زیرشاخه‌های خانواده زبان‌های چینی-تبتی است. برمه‌ای یک زبان نواخت‌بر و منفرد است. این زبان از خط برمه‌ای استفاده می‌کند که از خط زبان مون مشتق شده که از خط برهمایی ریشه گرفته است.

## زبان گفتاری و زبان نوشتاری
برمه‌ای به دو دسته رده‌بندی می‌شود. یکی شکل رسمی است که در کارهای ادبی، انتشارات رسمی، برنامه‌های رادیویی و سخنرانی‌های رسمی به‌کار می‌رود. دیگری شکل گفتاری است که در گفتگوهای روزانه کاربرد دارد.

## واژه‌ها
بخش عمده‌ای از واژه‌های برمه‌ای به خانواده زبان‌های تبتی-برمه‌ای تعلق دارد. با این وجود زبان برمه‌ای از زبان‌های پالی، انگلیسی و مون و در اندازه‌ای کمتر از زبان‌های چینی، سانسکریت و هندی تاثیر پذیرفته است.
- وام‌واژه‌های پالی بیشتر مربوط به مذهب، حکومت، هنر و دانش هستند.
- وام‌واژه‌های انگلیسی بیشتر به فناوری، واحدهای سنجش و نهادهای نوین مربوط می‌شوند.
- زبان مون تاثیر زیادی در برمه‌ای داشته است و بسیاری از وام‌واژه‌های این زبان از زبان برمه‌ای قابل جداسازی نیستند.
- وام‌واژه‌های سانسکریت، چینی و هندی به تعداد کمتری در برمه‌ای دیده می‌شوند.

## تاثیر زبان فارسی
از سده شانزدهم میلادی که زبان فارسی، زبان رایج اهالی غرب برمه (آراکان) بود، بر زبان برمه‌ای نیز تأثیر گذاشت. امروزه نیز واژه‌های فارسی زیادی به‌ویژه اصطلاحات دریانوردی مانند بندر، شاه‌بندر، ناخدا در این زبان یافت می‌شوند.